# Inácio do Nascimento Morais Cardoso
Inácio do Nascimento de Morais Cardoso (Murça, 20 de Dezembro de 1811 – Lisboa, São Vicente de Fora, 23 de Fevereiro de 1883), foi o undécimo Patriarca de Lisboa com o nome de D. Inácio I.

## Biografia
Era filho de Hipólito de Morais Cardoso, capitão-mor de Murça, e de sua mulher Eufémia Joaquina. Foi seu parente o 1.º Visconde de Morais Cardoso.
Ordenado padre em 19 de Dezembro de 1835, após terminar seus estudos em Teologia na Universidade de Coimbra, na Capela do Palácio Episcopal. Nomeado capelão e confessor do rei Pedro V, foi tesoureiro da Real Capela das Necessidades.
Foi designado como bispo do Algarve em 1863, sendo consagrado em 28 de Setembro na Igreja de São Vicente de Fora pelo Cardeal-Patriarca Manuel Bento Rodrigues da Silva, coadjuvado por João de França Castro e Moura, bispo do Porto, e por António Alves Martins, O.F.M., bispo de Viseu. Foi nomeado Patriarca de Lisboa em 25 de Abril de 1871. Em 1873, Pio IX elevou-o à dignidade de Cardeal, do título dos Santos Nereu e Aquileu, embora o galero lhe tenha sido imposto em Lisboa pelo soberano, à data D. Luís, em 25 de Junho de 1877.
Foi o principal consagrante do bispo Américo Ferreira dos Santos Silva. Participou do Concílio Vaticano I e do Conclave de 1878, que elegeu Vincenzo Gioacchino Raffaele Luigi Pecci como Papa Leão XIII. Morre a 23 de fevereiro de 1883 no Paço de São Vicente e desde meados do século XX que o seu corpo se encontra no Panteão dos Patriarcas de Lisboa.